# Pedrera
Pedrera é um município da Espanha na província de Sevilha, comunidade autónoma da Andaluzia, de área 60 km² com população de 5161 habitantes (2007) e densidade populacional de 82,86 hab/km².

## Demografia
| Variação demográfica do município entre 1991 e 2004 | Variação demográfica do município entre 1991 e 2004 | Variação demográfica do município entre 1991 e 2004 | Variação demográfica do município entre 1991 e 2004 |
| --------------------------------------------------- | --------------------------------------------------- | --------------------------------------------------- | --------------------------------------------------- |
| 1991                                                | 1996                                                | 2001                                                | 2004                                                |
| 4691                                                | 5025                                                | 4960                                                | 5027                                                |